# Угорська література
Угорська література (угор. Magyar irodalom) — література угорською мовою.
Література Угорщини, протягом всієї своєї історії аж до XIX століття перебувала в залежності від західної, особливо австрійської і німецької літератури, втім, також як і інші області культури Угорщини.

## Історія

### Ранній період (X–XV століття)

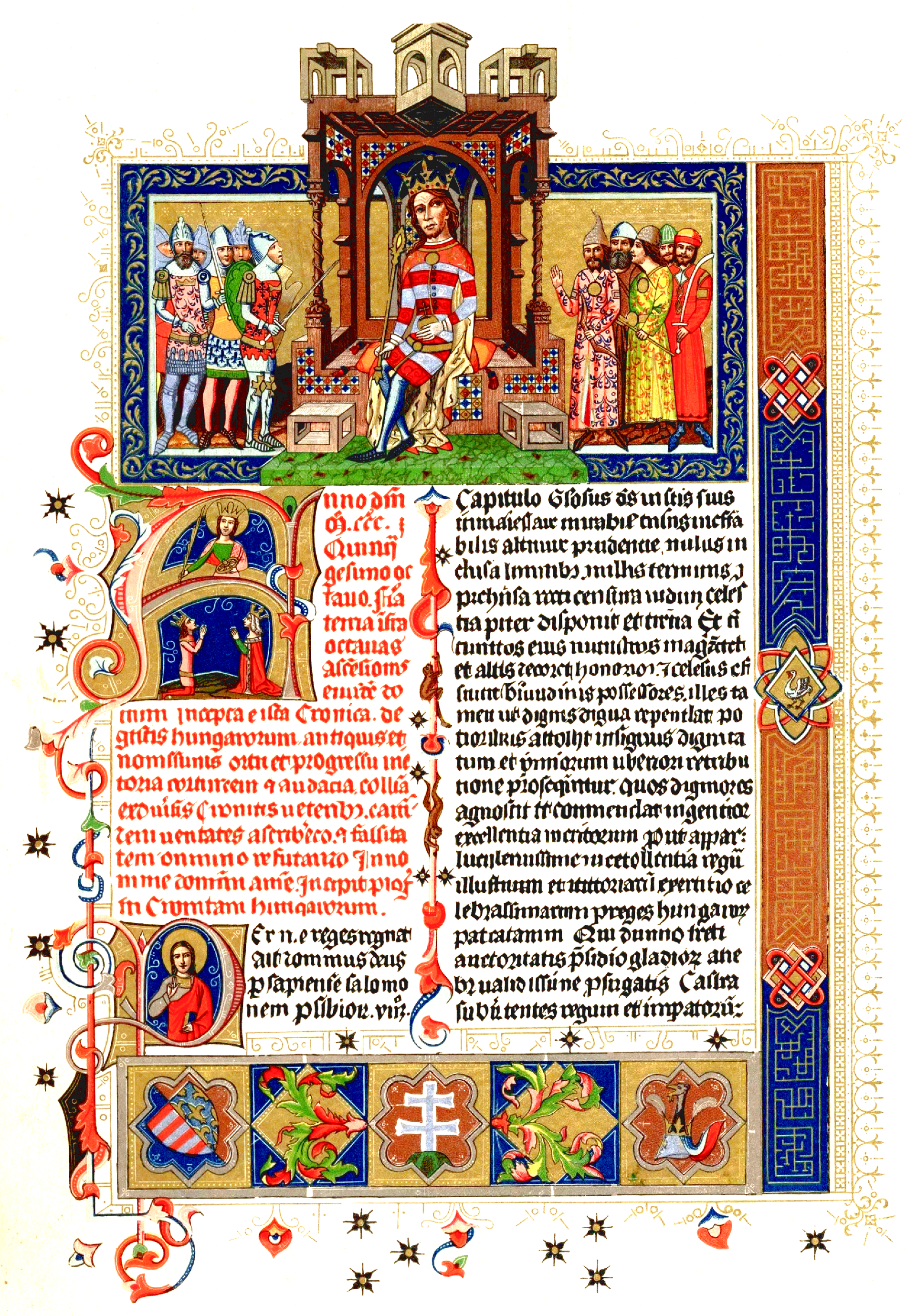
Chronicon Pictum

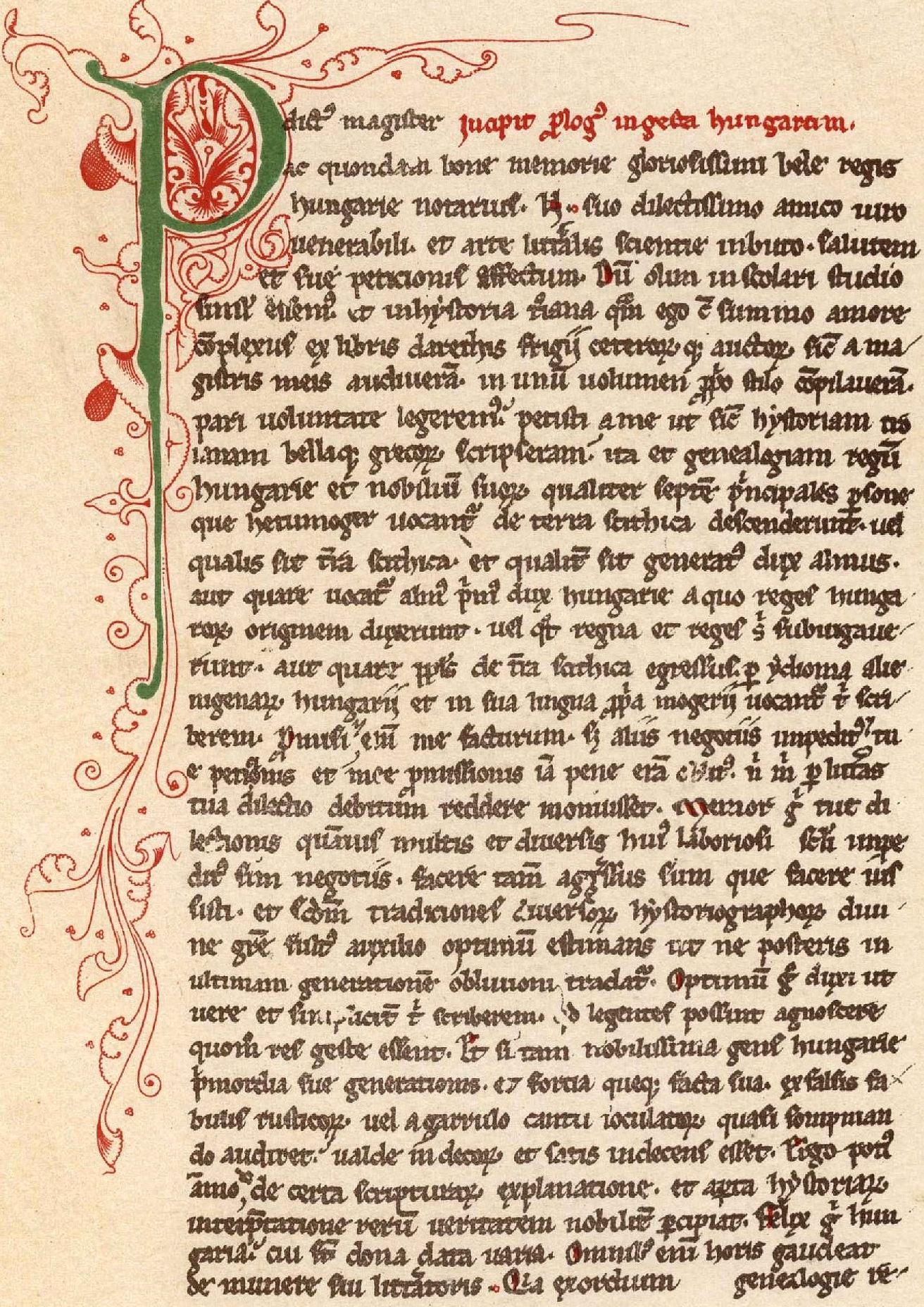
Gesta Hungarorum

Після прийняття уграми (в той час кочовими скотарськими племенами) християнської релігії (995) королі або представники анжуйської або габсбурзької династії — старалися «латинізувати», а пізніше «германізувати» угорську культуру.
В Середньовіччя і в епоху Відродження, мова написання в основному була латинська. Важливі документи латинською мовою включають вмовляння святого Стефана, який включає в себе настанови царя своєму синові, князю Імре.
Серед перших літописів з угорської історії були Gesta Hungarorum («Діяння у́грів») невідомого автора, як правило, під назвою Анонімус, і Gesta Hunnorum et Hungarorum («Діяння гунів і у́грів») Симона Кезаі. Обидва літописи написані латиною. Ці літописи історії змішані з легендами, так історично вони не завжди достовірні. Інший літопис Képes Krónika (Ілюстрована хроніка), яка була написана для Людвіка Великого.
Королівські двори і вищі церковні установи запрошували іноземних художників та архітекторів, дворянство наслідувало побуті німецьких, французьких та інших феодалів. Найбільше затримало розвиток угорської літератури те, що офіційною мовою Угорщини була до початку XIX століття латинська мова. Цією мовою користувалися автори хронік і письменники- гуманісти XV століття.

### XVI–XVII століття
Відносний підйом розвитку угорської літератури і мови почався в XVI столітті. Після «найбільшого національного нещастя Угорщини» (підкорення її турками), вона договором (1538) була розділена на три частини, з яких одна залишилася під владою короля Фердинанда з династії Габсбургів, інша — стала провінцією Османської імперії, а в третій — у Трансільванський частини — утворилося національне герцогство.
У цій частині Угорщини, де дворянство було налаштоване проти Габсбургів і не тільки перешкоджало, а й підтримувало поширення реформації, вперше були створені сприятливі умови для розвитку угорської літератури.
З'явилися народні співаки та літописці, які переводили на угорську мову твори іноземних авторів, складали ліричні і епічні пісні про подвиги народних героїв. XVI століття дало «батька угорської поезії» Балінта Балашші (1554–1594) — автора численних сонетів, названих «піснями-квітками». Вони написані під впливом західної, особливо італійської лірики.
Від тієї епохи залишилися епічні поеми Шебештьєна Тіноді («Хроніка», 1554) і Петера Ілошваї (епічна поема про діяння народного героя Толді в 1574). Більш зрілими послідовниками цих перших діячів угорської літератури є Міклош Зріні (1620–1664), автор героїчної історії захисту замку Сігетвар від турків, і Іштван Дьондоші (1625–1704), автор романтичного епосу. Значення цих епічних і ліричних творів у тому, що в них робиться спроба перетворити мало розвинену угорську мову в літературну.
Значну роль у розвитку літературної мови відіграли також переклади псалмів, теоретичні та полемічні роботи, написані представниками католицької та протестантської церкви. Особливо треба виділити твори церковного письменника Петера Пазманя (1570–1637), які за мовою довгий час вважалися взірцем церковної літератури. В цей же час автори наукових трактатів та історичних праць користувалися майже виключно латинською мовою. До цієї епохи відносяться роботи істориків — Кальдора , Катона, як і поява першої в Угорщині енциклопедії та логіки.
Подальший розвиток угорської літератури йшло паралельно з розвитком національного і антигабсбурзького руху, метою якого було створення незалежної національної держави. Вогнища цього руху були, з одного боку, в протестантській Трансільванії, а з іншого — в північних і північно-східних комітатах (нині — територія Словаччини та Закарпатської України), де дворянство, спираючись на невдоволення селян, організувало опозицію, а наприкінці XVII століття — збройне повстання проти Габсбурзької династії (остання домоглася в 1687 права на угорський престол) і проти її угорських (західних) прихильників.
Повстання, підтримуване французьким урядом, розвинулося в «визвольну війну» під керівництвом Ференца Ракоці, тимчасового правителя незалежної Угорщини. Від цієї доби залишилися так звані «пісні куруців» (бунтівників), що представляють собою перші зразки угорської революційної поезії. Після придушення визвольного руху (1711) режим жорстокого політичного і культурного гніту з боку Австрії систематично послаблював національну культуру і висував прихильників латинської та німецької культури.

### XVIII–XIX століття
Угорські історики називають XVIII століття «а-національною епохою». І справді, приблизно до 1880-х років національний розвиток в галузі культури було призупинено. Якщо при дворі Ференца Ракоці і почав створюватися центр угорського культурного життя, то всьому цьому було покладено край. Масово запрошувалися до Угорщини іноземні (особливо німецькі) художники , актори та письменники. Літературна мова була, як і раніше, латинську.
Так в 1711 році з'явилася перша історія угорської літератури (Давида Цвіттінгера), філологічні нариси Шаяновича і в 1725 — перша газета — все на латинській мові. У той час угорська література була представлена одним Келеменом Микешем (1690–1761), що жив в еміграції як секретар Ференца Ракоці. Габсбурги, які прагнули до повної германізації постійно бунтуючої Угорщини, при Марії Терезії (1740–1780) змінили курс своєї політики.
Не вдаючись до насильницького придушення руху опозиційних повітів, Марія Терезія зібрала при віденському дворі «цвіт» аристократичної угорської молоді з метою прищепити їй відданість династії і просочити її німецькою культурою. Аристократія, що користувалася раніше латинською мовою, в цю епоху писала і говорила виключно по-німецьки та по-французьки.
Середнє дворянство залишилося вірним латинській мові. Угорська ж мова вважалася навіть самими угорцями жалюгідною мужицькою мовою, яка мало придатна для вираження думок і почуттів культурних людей. Частина угорської інтелігенції, яка залишилася вірною ідеям пригніченого національного руху (Ракоці), і особливо емігрували за кордон (в Туреччину і у Францію) націоналісти були захоплені ідеями французької революції. Провінційна молодь висунула гасло «національного відродження». З цього часу починається другий період розвитку угорської літератури і її підйом.
«Відродженці», які у вкрай несприятливих для середніх станів економічних умовах, під прапором національно-демократичних гасел висловлювали ідеї та громадські ідеали городян, різночинців і середнього дворянства, почали свою культурно-просвітницьку політичну роботу в провінції, де вплив габсбурзької політики було ослаблено, в центрах північно-західних і північно-східних комітатів, особливо в містах Кошиці (Кашша) і Братислава (Пожонь). Тут відкривалися літературні суспільства для вивчення угорської мови, сформувалося перше угорське театральне товариство (1790), стала видаватися перша газета угорською мовою (в Пожоні, 1781). Як діяльність цих товариств, так і напрямок літературних творів «відродженців» носили явно політичний характер, хоча белетристи і дотримувалися суворих форм класицизму.
Більшість літераторів брало участь в антимонархічній змові «угорських якобінців», лідер яких, Мартинович, був страчений в 1794 році. Відродженці заснували і перший великий журнал угорською мовою («Угорський музей», який видавали в місті Кошиці), вони ж висунули ідею створення Угорської академії наук. Під керівництвом їхнього вождя, Ференца Казінці (1759–1831), було організовано філологічне товариство, завданням якого було наукове обґрунтування граматики, синтаксиса і етимології угорської мови та створення «своїх», угорських слів для заміни вживаних в мові в великій кількості іноземних виразів.
Граматичні та стилістичні нововведення цієї групи виявилися дещо надмірними (новатори «вигадували» безглузді «нові» угорські слова), але рух все ж дав дуже значні результати. «Відродженці» справили величезну роботу не тільки в чисто літературному, а й в загальнокультурному і політичному напрямку. Завдяки енергійної агітації їм вдалося домогтися того, що уряд змушений був дозволити в школах і в деяких установах користуватися угорською мовою, хоча латинська і залишилася «державною».
Найбільш значними представниками цього руху в художній літературі були, крім Ференца Казінці, прозаїк Карман Йожеф (1769–1795), поети — Бешенеї Дьордь (1747–1811), названий "угорським Горацієм ", і Бачані Янош (1763–1845). Останній став першим угорським поетом-різночинцем; він брав активну участь (разом з Казінці) в «змові якобінців» і провів половину свого життя в засланні і в австрійських в'язницях . До арешту Бачані був редактором «Угорського музею» і написав ряд патетичних поем, в яких оспівав французьку революцію і «свободу всіх народів». Його перу належать і роботи з питань естетики . Це літературний рух, що мало явно пропагандистський характер, отримує більш естетичний ухил у діяльності «другого покоління» відродженців, які, з одного боку, зміцнювали зв'язки з сучасною їм західній літературою, а з іншого, — намагалися художньо поглибити колишні досягнення національної літератури.
Представники цього, як і першого, покоління перебували під дуже сильним впливом класицизму і частково грецької і римської літератури . Поет Кішфалуді Шандор (1772–1844) писав під впливом Петрарки , Кельчеї Ференц — під впливом Лессінга і Шіллера , Чоконаї Міхай (1773–1805) був «греком», але не забував і народної поезії.
Через деякий час, поряд з авторами художньої прози, яка набуває все більшого значення, з'являються драматурги — Кішфалуді Карой (1788–1830), автор романтичних драм і комедій, і Йожеф Катона (1792–1830). Історична трагедія останнього «Банк Бан» ставиться на сцені і в даний час. Більш значні представники цього періоду — Міхай Верешмарті (1800–1855), поет , драматург і перекладач Шекспіра, автор героїчного епосу, який розповідає про завоювання угорцями Відня, і прозаїки Йожика Міклош (1794–1865) і Етвеш Йожеф (1813–1871). Перший перебував під впливом Вальтера Скотта і вважається першим великим угорським романістом -західником. Другий, крім історичних романів, писав твори на сучасні теми, зачіпаючи в них актуальні соціальні проблеми («Сільський нотаріус» і «Дочка мельника»). Велике суспільне значення мав свого часу його історичний роман "Угорщина в 1514 році ", в якому він виступав в ролі захисника звільнення кріпаків селян.
Суспільні настрої цієї дореволюційної епохи найбільш яскраво відбилися в публіцистичній діяльності графа Іштвана Сечені, прихильника ідеї демократії. Разом з Йожефом Телекі він був засновником Угорської академії наук (1827).
Новий період розвитку угорської літератури починається з березневої революції 1848 . Революційний рух висунуло ряд нових письменників, які підняли угорську літературу на один рівень з європейськими літературами. Лірик Петефі Шандор (1822–1849), епік Арань Янош (1817–1882), романіст Йокаї Мор (1825–1904) і драматург Мадач Імре (1823–1864) є найбільш значними з них. Арань у своїх баладах , дидактичних поемах і великих епопеях висловлював ще романтичні ідеали угорської національної буржуазії і ідеали дрібного дворянства. Шандор Петефі зрозумів ідею демократії більш широко; за своїми переконаннями він був республіканцем — космополітом і в його ліриці знайшли своє відображення політичні ідеали інтелігенції . Більш пасивним був Мадач, автор "угорського Фауста "(" Трагедія людини ") — романтик і утопіст.
Йокаї в своїх романах шукав компроміс між демократією і аристократичною авторитарністю . Більшість його романів переведені на всі європейські мови. Літератори другої половини XIX століття не створили нічого нового і особливо значного. Більші імена цього періоду: Дьюлаї Пал (1826–1909), історик літератури, Чікі Гергей (1842–1891), автор драм з соціальним змістом, і Кальман Міксат (1849–1910)), популярний прозаїк і гуморист.

### XX століття та сучасна угорська література
Останні роки XIX століття і початок XX століття внесли в угорську літературу, з одного боку, романтизм, а з іншого — реалізм. Представники цих напрямів, як Амбруш Золтан, Ференц Херцег, Дьюла Круд, Ференц Мольнар , Віктор Ракоші , Шандор Броді, Йолан Фельдеш та ін., є більш-менш здатними спадкоємцями традицій французької літератури XIX століття . З них Ференц Мольнар, завдяки своїм драмам і комедіям, став модним письменником і в Німеччині . Багато творів інших письменників названих напрямів перекладені німецькою та частково на французьку мови. Шандор Броді (1863–1924) і Йолан Фельдеш (1881) написали кілька п'єс на соціальні теми.
Наступний етап розвитку угорської літератури почався вже під знаком західного модернізму і пов'язаний з швидким зростанням промисловості й угорської буржуазії . Лідером школи модерністів був Аді Ендре (1877–1919), перший великий лірик після Петефі. Будучи спочатку учнем Бодлера і Рембо, він зумів надати своєрідний блиск угорському модернізму і збагатив угорський поетична мова не тільки образами, характерними для символістів, а й деякими забутими вже образами бунтарської поезії «куруців».
Група модерністів, згуртована навколо журналу «Захід», висунула ряд талановитих поетів (Бабич Міхай , Деже Костолані, Ш. Лани, А. Тоот), романістів (Моріц Жиґмонд, Бела Ревес, Деже Сабо, Фрідьєш Карінті, Барта Лайош, Маргіт Каффка) і драматургів (Єні Хельтаі, М. Лендєл, «Тайфун» якого ставилося в російських театрах). До цього покоління належать ще теоретик і естетик Дьордь Лукач і драматург і поет Бела Балаж. Лукач — автор робіт «Сучасна драма», «Душа і форма», «Теорія роману». Бела Балаж — прихильник французьких містиків (Клоделя і ін.) — написав ряд драм і містико-символічних віршів.
Ще під час війни 1914—1918 почала працювати (1915) група угорських активістів («Aktion») (основний склад її: Барта Шандор , Лайош Кашак, А. Ком'ят , Іван Маца і художник Б. Уіц), в своїй діяльності приділяє багато уваги антимілітаристській пропаганді. Перший їх журнал «Дія» був заборонений прокуратурою . Ідеологічна програма угорських активістів була в повній згоді з програмою німецьких активістів (Пфемпферт, Рубінер і т. Д.), З якими згодом було встановлено зв'язок.
З письменників, що стоять поза угруповань, які працювали на початку XX століття, можна відзначити поетів: Андора Габора і Антала Гідаша, прозаїків: Белу Іллеша, Яноша Гетваі, Йожефа Лендела, Ене Рейте та ін.
З середини до кінця XX століття слід зазначити імена письменників Мілана Фюшта , Кароя Папа, Дьюли Ійєша, Тібора Дері, чиї книги відзначені глибокими загальнолюдськими, філософськими, психологічними та историософскими роздумами, представників «психологічного роману» Ласло Немета, Гези Оттліка і Петера Надаші, письменників -модерністов Міклоша Месі та Петера Естерхазі, письменника-оповідача і драматурга, який часто звертався до жанру абсурду, Іштвана Еркеня, а також поета, прозаїка й есеїста Яноша Пілінські і автора пронизливих романів про долю людини в катастрофах XX століття, Імре Кертеса.
В XXI столітті до згаданих імен додаються романіст Пал Завада, по книзі якого був знятий фільм «Подушка Ядвіги», також Дьордь Шпіра, Лайош Парті Надь, Геза Сеч, Янош Хай, Міклош Хуба, Ласло Гараці, Андраш Папп, Янош Тереі, Андраш Форгач, Аттіла Бартиш, Дьордь Беркович, Золтан Егрешши, психолог-танатолог Ален Польц , Золтан Бесермені, автор роману «доповнення» до «Анни Кареніної» — «Тисяча і три, або Серце, що криється в жінці», який обговорює взаємини жінки і чоловіки Ендре Кукореллі.

## Літературні премії
- Премія імені Петера Жолдоша - премія в жанрі фантастики.

## Галерея

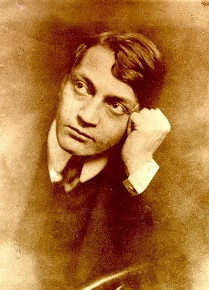
Аді Ендре
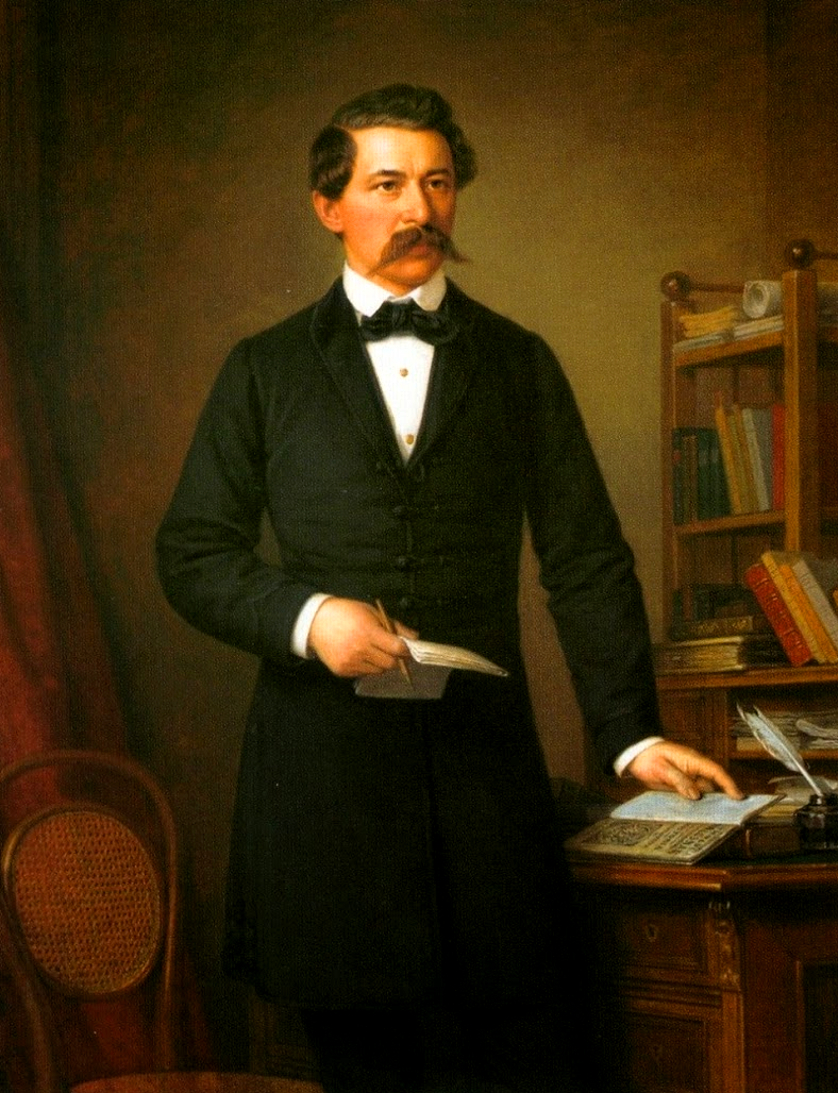
Янош Арані
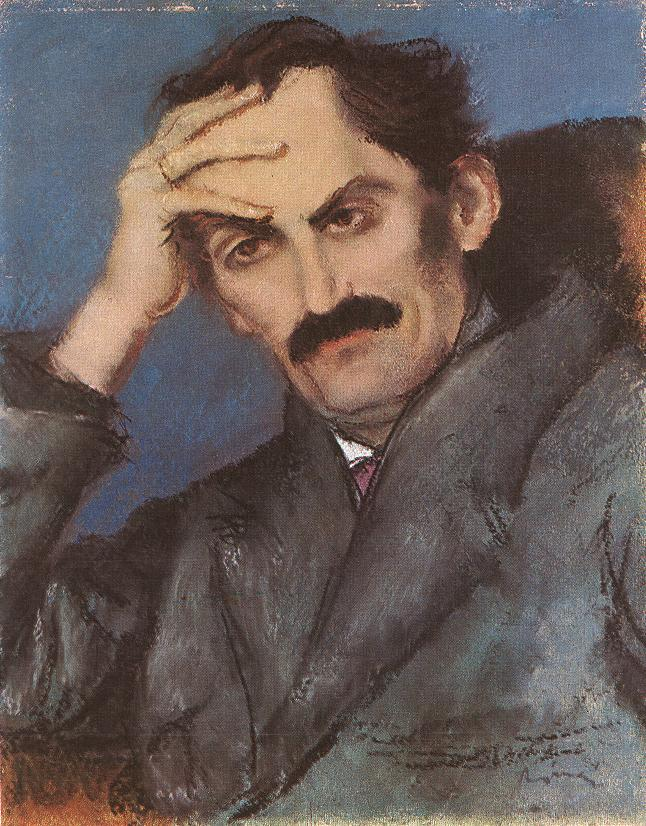
Бабич Міхай
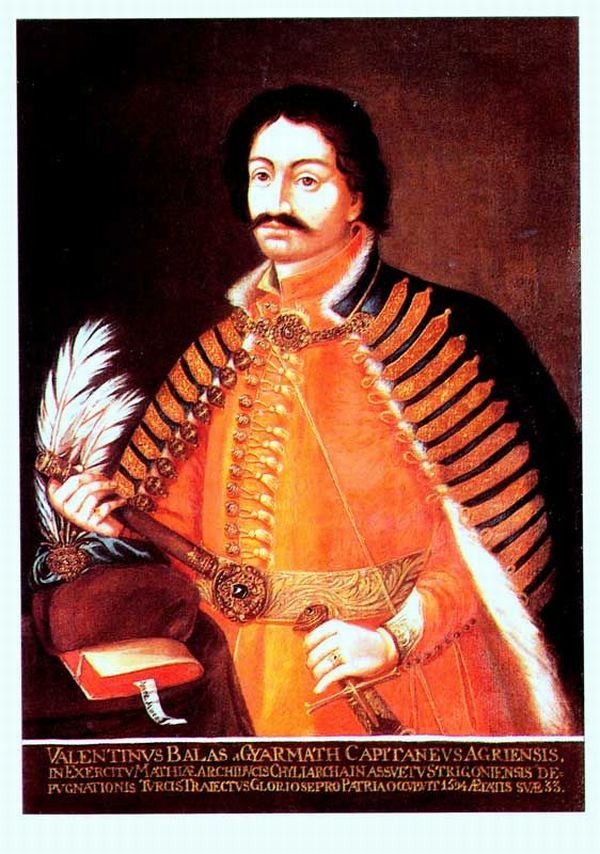
Балінт Балашші
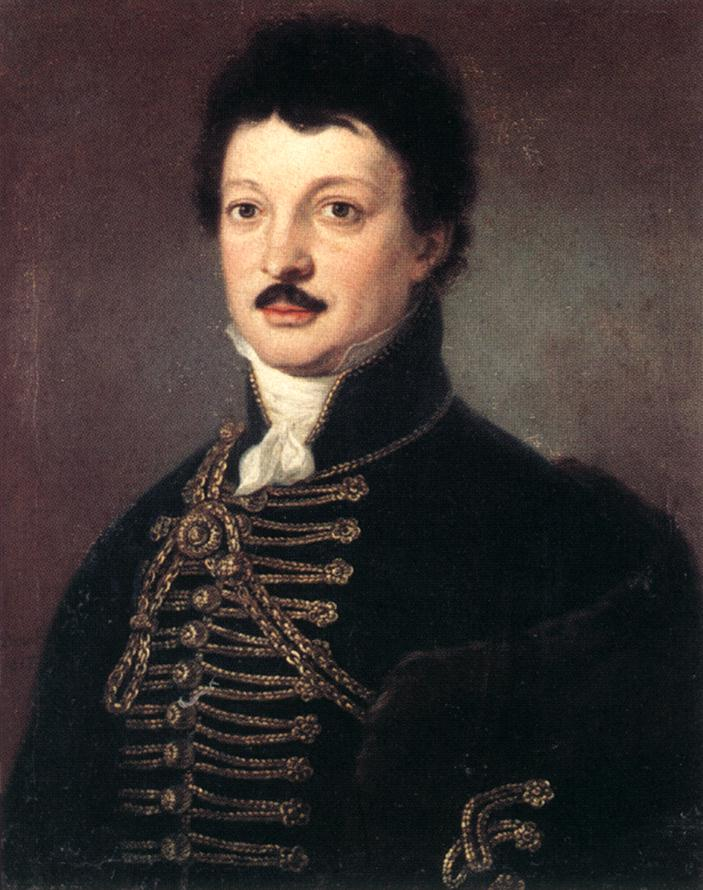
Даніель Бержені
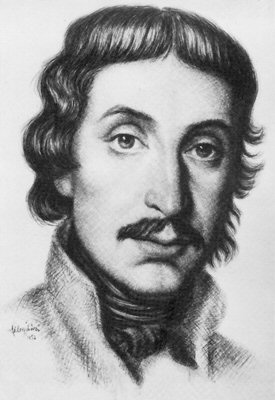
Міхай Цоконаі Вітез
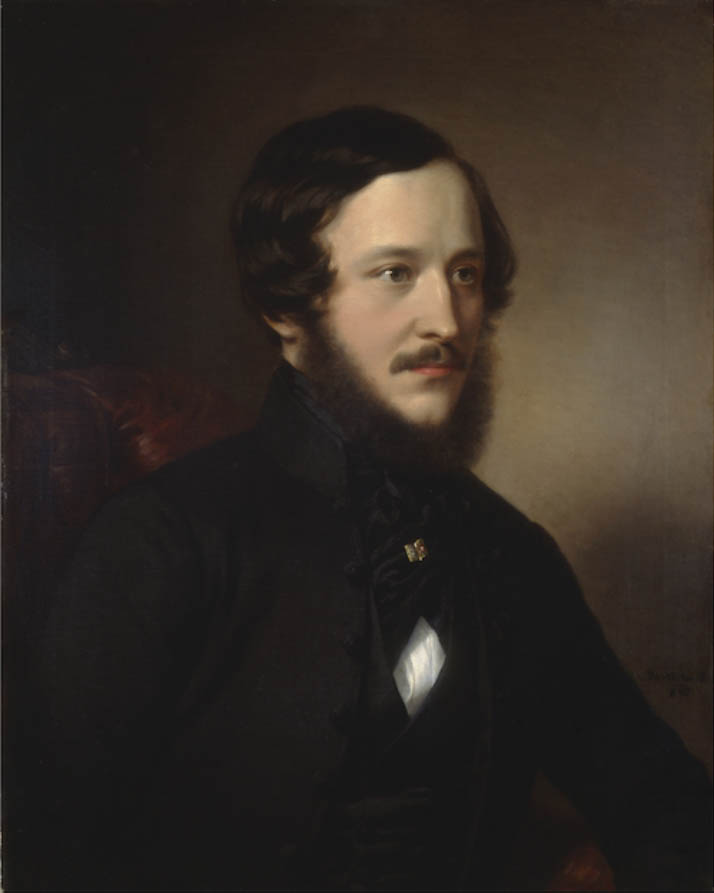
Йожеф Етвеш
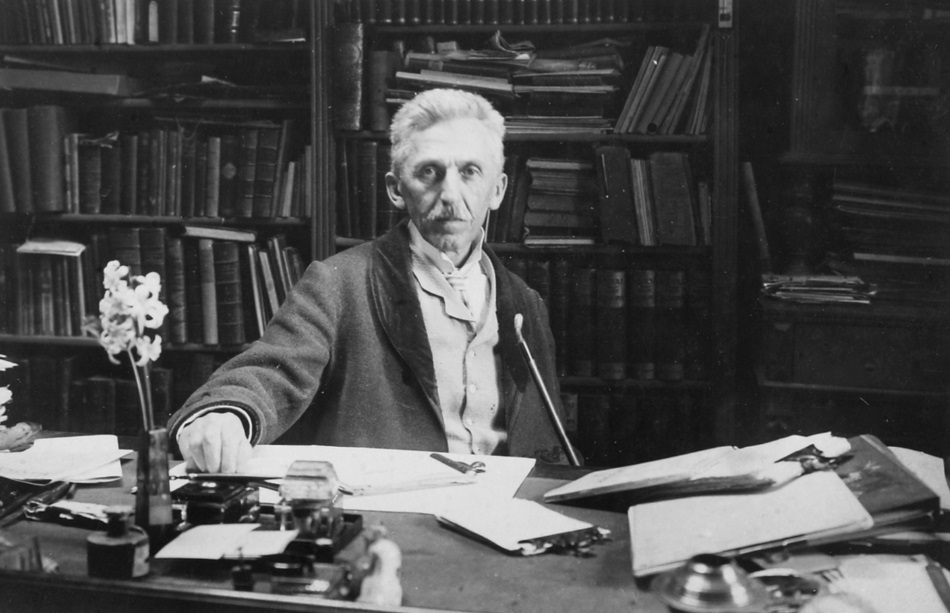
Геза Гардоні
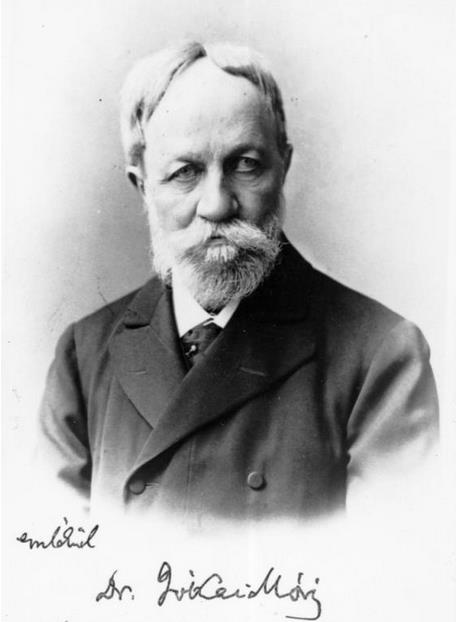
Йокаї Мор
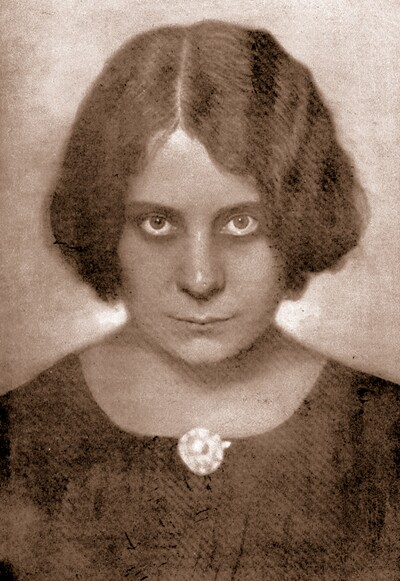
Маргіт Кафка
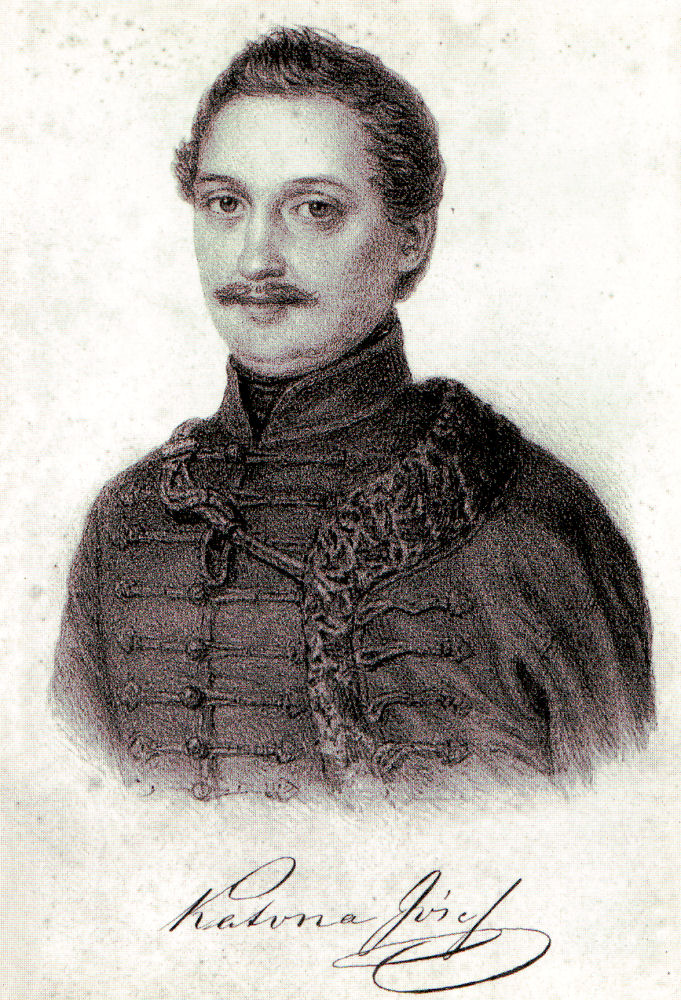
Йозеф Катона
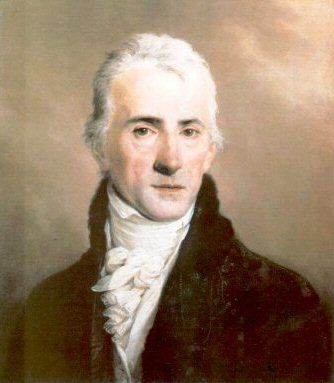
Ференц Казінці
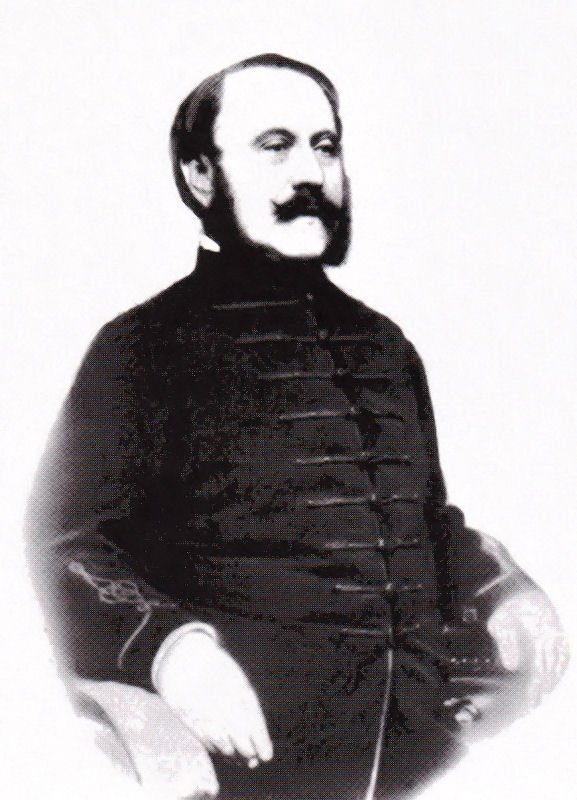
Жигмонд Кемені
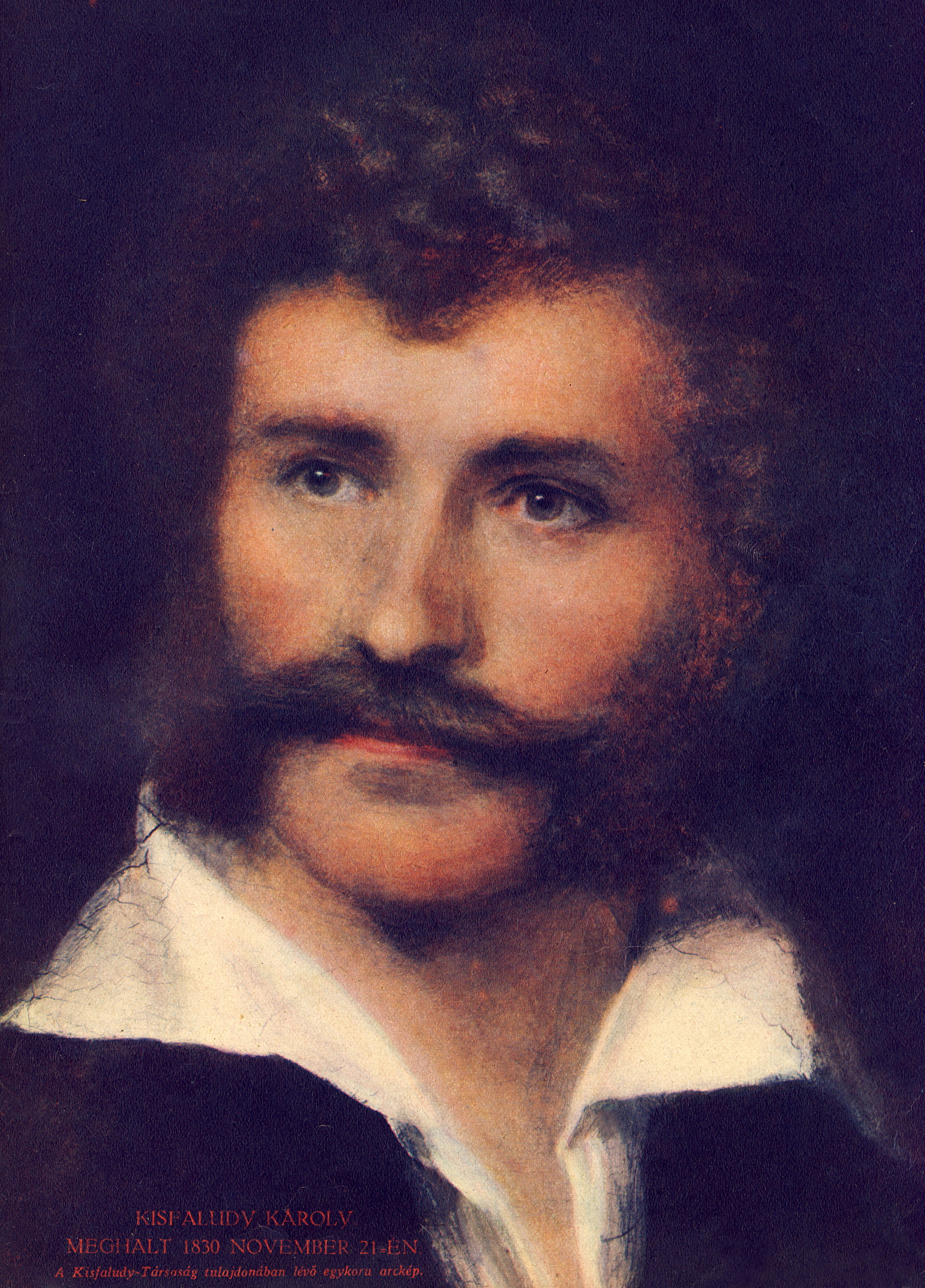
Карой Кішфалуді
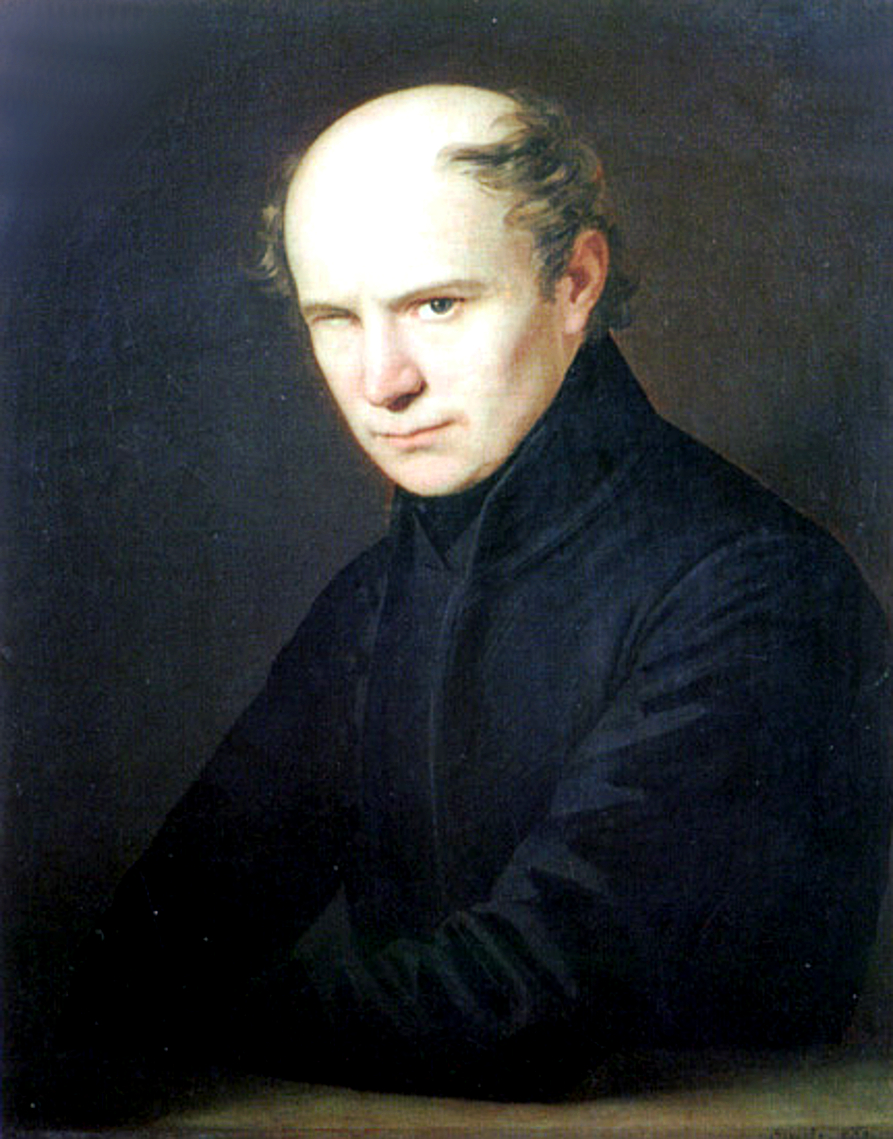
Ференц Кельчеї
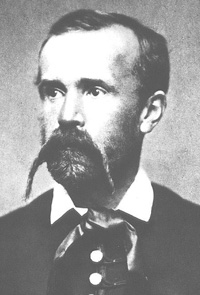
Імре Мадач
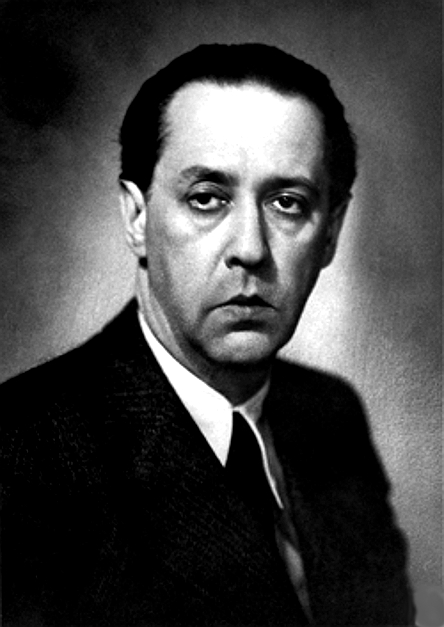
Шандор Мараї
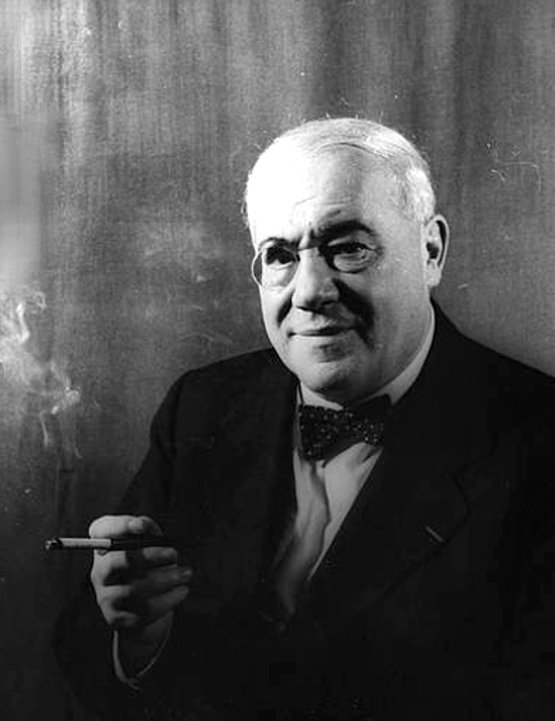
Ференц Молнар
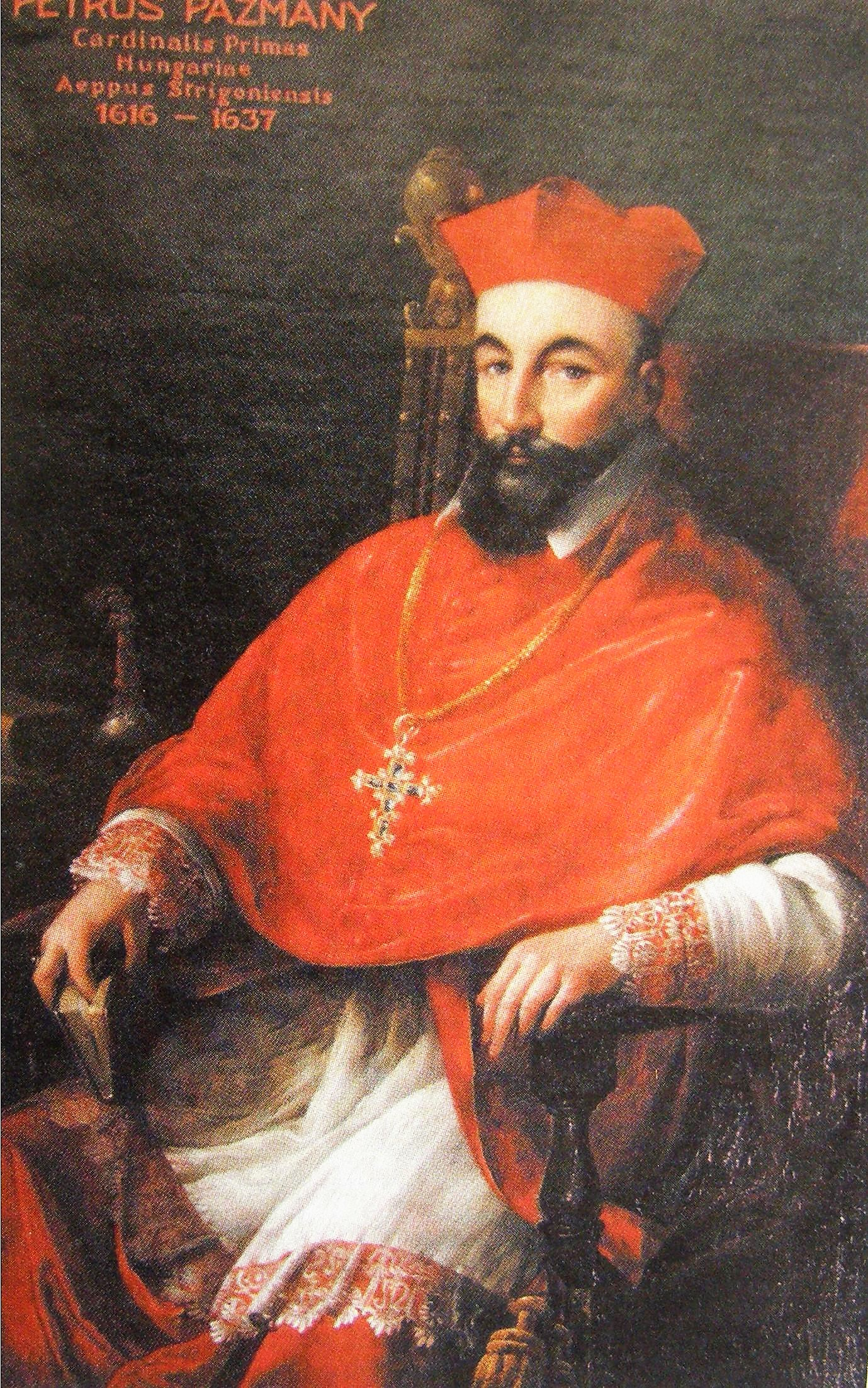
Петер Пазмань
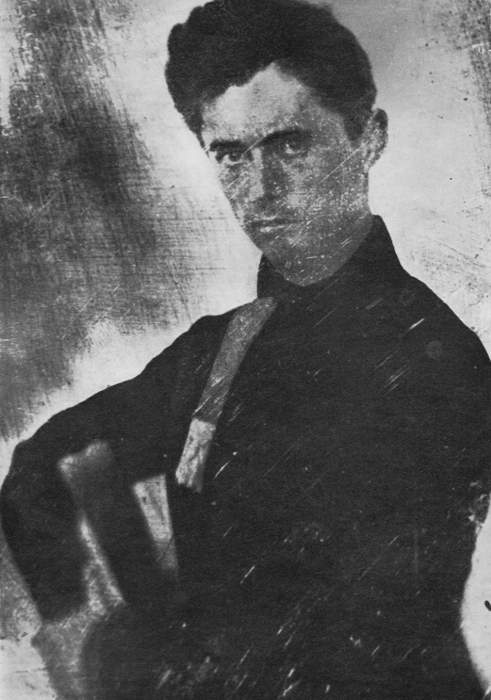
Петефі Шандор
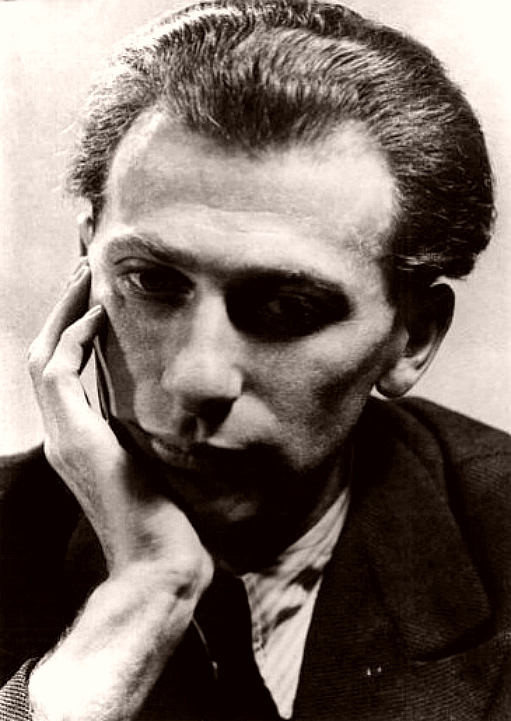
Міклош Радноті
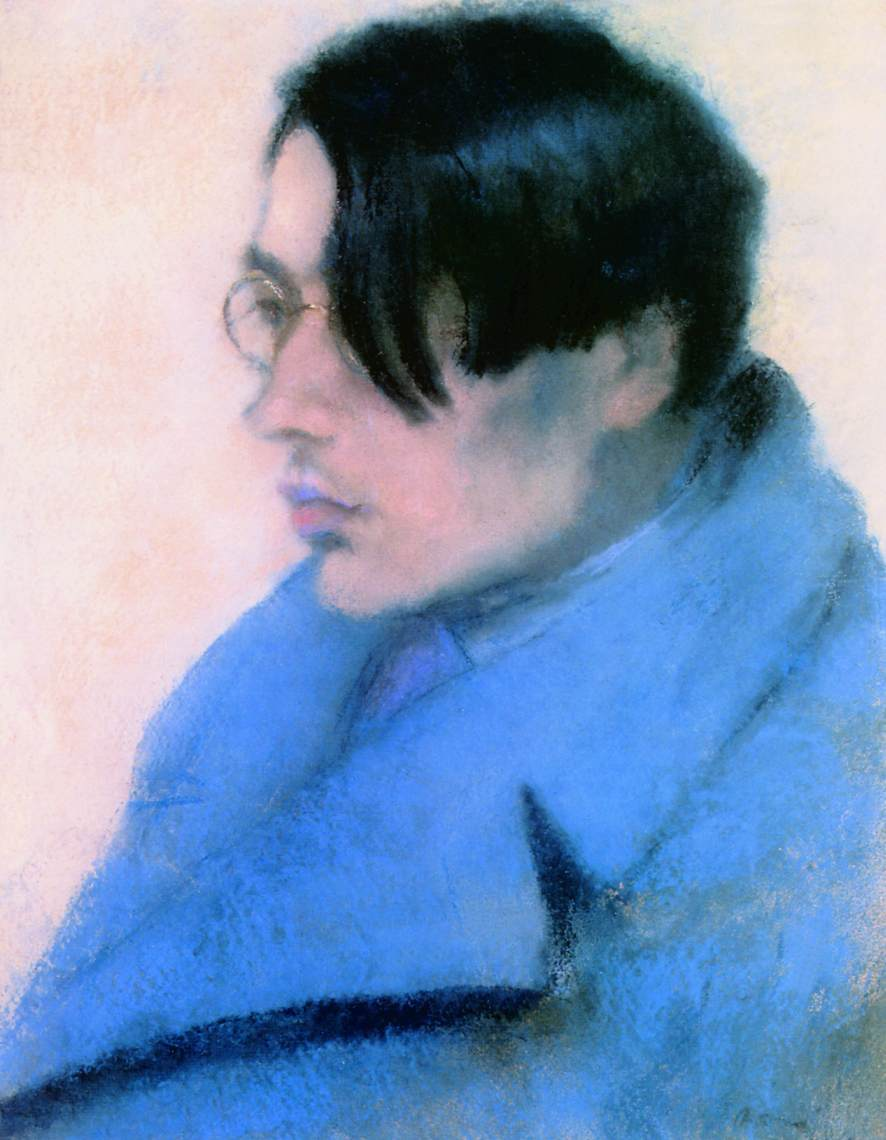
Лорінц Сабо
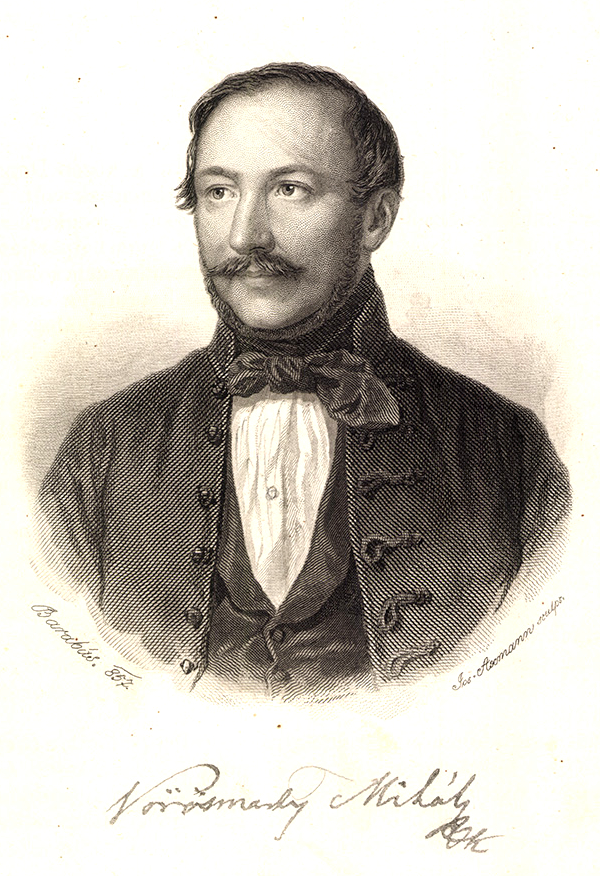
Міхай Верешмарті
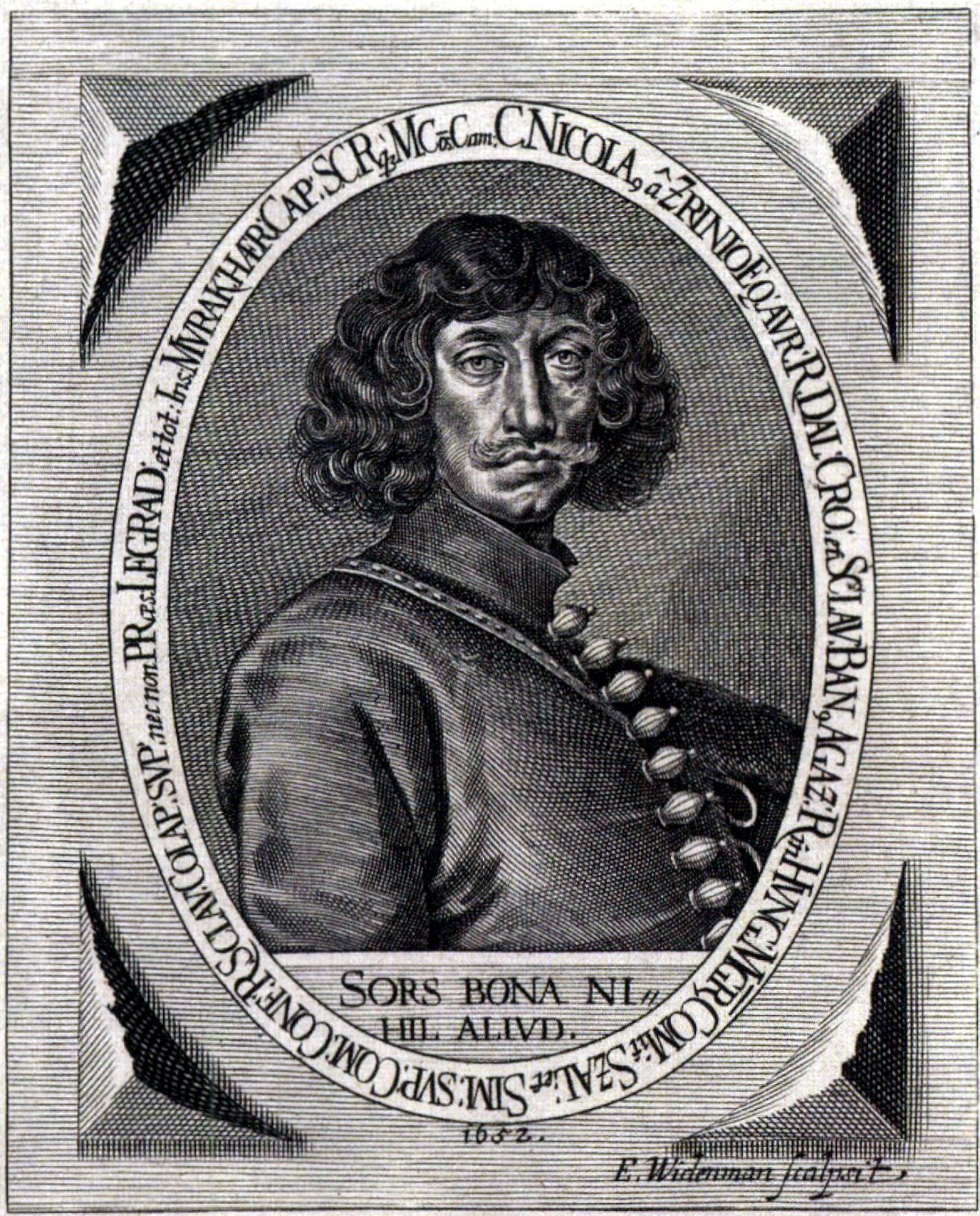
Микола Зрінський
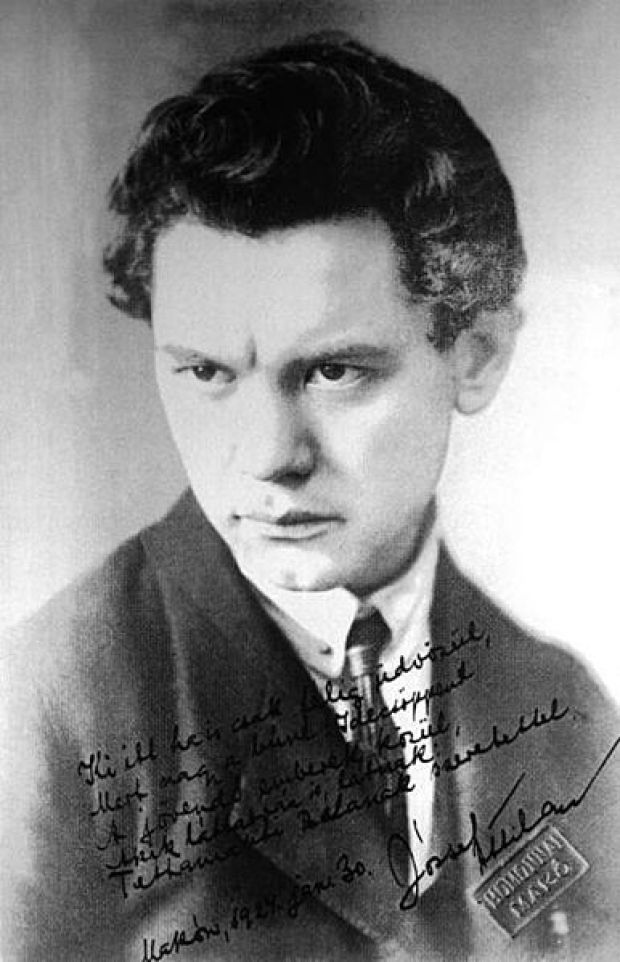
Аттіла Йожеф
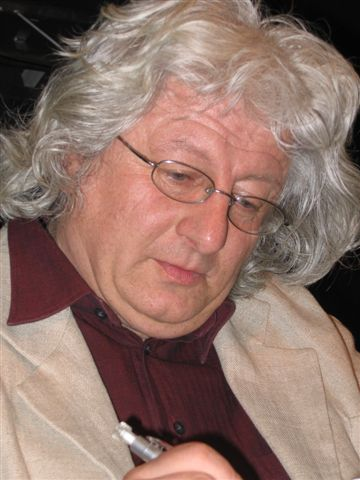
Петер Естерхазі